# Масуда, Кодзо
Кодзо Масуда (яп. 升田幸三 Масуда Ко:дзо:, 1918—1991) — один из сильнейших сёгистов Японии середины XX века, 9 дан. Учился у Киндзиро Кими, 9 дана.
Правильным чтением имени Масуды является Ко:со:, однако в мире сёги закрепилось его произношение Ко:дзо:, ставшее официальным.

Масуда является основателем современного стиля игры в сёги. По словам Хабу (который считает себя продолжателем его идей), 
«в игре в сёги он опередил своё время лет на 30—40. В сёги он превосходил все пределы, и никого, сравнимого с ним в понимании сёги, в те времена не было».
Масуда — автор популярных и по сей день стратегий судзумэ-дзасси («воробьиное копьё») и Масуда-сики Исида-рю («Стиль Исиды в обработке Масуды»).
В знак признания его заслуг приз, который Японская ассоциация сёги с 1973 года ежегодно вручает за выдающиеся достижения в развитии дзёсэки, с 1994 года стал носить название «Особый приз Масуды»

## Биография
В 13 лет Масуда ушёл из дома, чтобы стать профессиональным сёгистом, оставив на тыльной стороне линейки чернильную записку, гласящую, что вернётся, если победит мэйдзина, дав ему фору в стрелку.
Уйдя из дома, Масуда сначала зарабатывал на жизнь, решая уличные цумэ-сёги (цумэ-сёги, которые тогда было принято выставлять на всеобщее обозрение: попытка решения стоила денег, решивший получал приз). В 1932 году он поступил в Сёрэйкай, а уже в 1936 стал профессионалом, получив 4-й дан.
В 1955 году, став претендентом на титул Осё, Масуда трижды подряд обыграл владевшего титулом 15-го пожизненного мэйдзина Ясухару Ояму. По правилам матча, после тройного поражения подряд проигравший должен играть с форой в стрелку. Итак в очередной партии Ояма позорно получил фору в стрелку, и тоже проиграл! После этого матча данное правило осталось лишь на бумаге, и форовые партии в титульных матчах больше не игрались. Официальная победа Масуды с форой против мэйдзина вошла в историю и стала уникальной.
Кроме сёги, Масуда играл и в го — в силу 5—6 любительского дана..
Масуда оставил сёги в 1979 году, в результате болезни, полученной в ходе Второй мировой войны, когда он был по призыву послан на маленький остров на юге Тихого океана. В 1988 году он был награждён званием «4-й мэйдзин реальной силы».
Непрерывно находился в лиге А Дзюнъисэн 31 год. Его процент побед в Дзюнъисэн (0.724) оставался рекордным до 2012 года.
Результаты официальных партий: 544 победы, 376 поражений.

### Как Масуда защитил сёги
После Второй Мировой Войны SCAP (оккупационное правительство Японии, в основном контролируемое США), пытаясь исключить феодальные факторы из жизни японского общества, решило запретить сёги (как и бусидо) на том основании, что в этой игре используются захваченные фигуры. SCAP настаивало, что это ведёт к идее о насилии над пленными.
Масуда, который был вызван в штаб-квартиру SCAP для разбирательства, раскритиковал такой взгляд на сёги и заявил, что это не сёги, а западные шахматы несут идею насилия над пленными, поскольку в них фигуры умирают, в то время как сёги более демократичны, ибо в них захваченным фигурам даётся шанс вновь участвовать в игре. Масуда, также, заявил, что шахматы находятся в конфликте с идеей равенства полов в западном обществе, поскольку король в них защищается, прячась за королеву и убегая. В итоге, доводы Масуды привели к исключению сёги из списка запрещаемых вещей.

## Титулы
| Титул   | Сезоны завоеваний | Число титулов |
| ------- | ----------------- | ------------- |
| Мэйдзин | 1957—1958         | 2             |
| Осё     | 1951, 1955—1956   | 3             |
| 9 дан   | 1956—1957         | 2             |

- Всего главных титулов: 7
- Участий в финалах: 23
- Нетитульных побед: 6[5]

## Ученики
- Хирото Киритани (яп. 桐谷広人 Киритани Хирото), 6 дан.